# Parhemiopinus
Parhemiopinus là một chi bọ cánh cứng trong họ 
Elateridae.
Chi này được miêu tả khoa học năm 1903 bởi Schwarz.

## Các loài
Chi này có các loài:
- Parhemiopinus nigripennis Schwarz, 1903